# Werner Hellweg
Werner „Kitti“ Hellweg (* 1925 in Bielefeld; † 8. Februar 2008 ebenda) war ein deutscher Fußballspieler.

## Werdegang
Der Abwehrspieler Hellweg begann seine Karriere in der Jugend von Arminia Bielefeld. Im Jahre 1943 ging die Arminia mit ihrem Lokalrivalen VfB 03 die Kriegsspielgemeinschaft KSG Bielefeld ein. Hellweg debütierte zu dieser Zeit in der Mannschaft, die in der erstklassigen Gauliga Westfalen spielte und Tabellenletzter wurde. Im Frühjahr 1944 wurde Hellweg als Soldat an die Westfront abkommandiert. Nach einem Bombenangriff im Dezember 1944 galt er zunächst als vermisst. Nach zweiwöchiger Suche wurde Hellweg gefunden. Durch den Angriff hatte er allerdings seinen linken Arm verloren.
Nach Kriegsende spielte Hellweg trotz seiner Behinderung für Arminia Bielefeld weiter und galt als unangenehmer Gegenspieler. Bei einer Partie beim FC Schalke 04 bewachte Hellweg dessen Spielmacher Fritz Szepan mit einer Vehemenz, dass Szepan ihm androhte, „einen Tritt in Hellwegs Arsch“ zu verpassen, wenn Hellweg „nicht abhauen sollte“. Durch eine Sondergenehmigung des DFB durfte Hellweg ein Jahr lang Einwürfe mit einer Hand ausführen, bevor diese Genehmigung widerrufen wurde.
Mit der Arminia stieg Hellweg 1949 in die seinerzeit erstklassige Oberliga West auf. Dort bestritt er allerdings keine Partie für die Bielefelder. Später ließ er seine Karriere bei Grün-Weiß Bielefeld ausklingen. Schließlich arbeitete Hellweg bis in die 1990er Jahre ehrenamtlich auf Arminias Geschäftsstelle. Hellweg verstarb am 8. Februar 2008 im Alter von 82 Jahren.